# 钻吧，宝贝，钻吧
“钻吧，宝贝，钻吧”（英語：Drill, baby, drill）是美国共和党2008年的竞选口号，由前马里兰州副州长迈克尔·斯蒂尔在2008年共和党全国代表大会上首次使用，此人后来当选共和党全国委员会主席。这句口号表达了对增加石油和天然气钻探以提供额外能源的支持，在共和党副总统候选人萨拉·佩林于副总统辩论中使用这句口号后，该口号进一步为大众所知。目前的当选总统唐纳德·特朗普在2024年总统竞选期间多次使用这一口号，其中包括在2024年共和党全国代表大会上的讲话。

## 副总统辩论
在2008年10月2日莎拉·佩林与乔·拜登的副总统辩论中，“钻吧，宝贝，钻吧”这一口号达到了新的突出地位。乔·拜登在谈到能源危机和約翰·麥凱恩曾20次投票反对资助太阳能和风能开发时表示，麦凯恩认为“唯一的答案就是钻探、钻探、再钻探，我们必须钻探”，但任何一口即将开始钻探的油井都需要花费10年的时间才能产出第一滴石油。佩林对此回应道：“‘钻吧，宝贝，钻吧’就是我们在全国各地集会上听到的口号，这是因为人们非常渴望开发国内能源。”

## 英国石油公司漏油事件的后果
在2008年大选后，共和党继续使用这一竞选口号。然而英国石油公司2010年在墨西哥湾海上钻井平台发生的漏油事件使这句口号再次引起了人们的关注。此次漏油事件造成了大面积的环境破坏和数十亿美元的经济损失，这一恶果使得一些“钻吧，宝贝，钻吧”口号的支持者对他们之前的支持感到尴尬。这句口号被恶搞为“泄露吧，宝贝，泄露吧”和“杀吧，宝贝，杀吧”。两位资深共和党参议员乔恩·凯尔和帕特·罗伯茨对此发表评论，试图借此让自己和共和党与该口号划清界限。

## 其他使用
2014年，美国环境保护基金会的弗雷德·克虏伯在试图限制水力压裂以减少对环境的影响时再次提到了这句口号。挪威进步党青年团在2021年也使用了“钻吧，宝贝，钻吧”的口号，以表达不希望挪威停止石油和天然气钻探的政治主张。